# Lotyšské muzeum národní historie
Lotyšské muzeum národní historie (lotyšsky: Latvijas Nacionālais vēstures muzejs) je národní muzeum v hlavním městě Lotyšska Rize. Sbírá archeologický, etnografický, numismatický, historický i umělecký materiál ilustrující dějiny Lotyšska. Bylo založeno v roce 1869 jakožto Muzeum vědeckého výboru Rižské lotyšské společnosti. Od roku 1920 sídlilo v Rižském zámku. V roce 1924 získalo statut státního muzea. Od roku 2006 má v názvu "národní". Od května 2014 se hlavní výstavní prostor dočasně nachází v třípatrové budově na Třídě svobody (Brīvības bulvāris), která byla postavena roku 1875 podle návrhu architekta Heinricha Scheela. Od roku 1946 do roku 2009 byla budova (původně činžovní dům) využívána jako Historicko-filosofická fakulta Lotyšské univerzity. Po dokončení rekonstrukčních a restaurátorských prací na zámku v Rize se muzeum plánuje přestěhovat zpět do svých stálých prostor. Od roku 2015 spravuje i Muzeum lidové fronty. Schraňuje přes milion položek.